# Éliminatoires de la zone Asie de la Coupe du monde de football 2026
Navigation
2022
Les éliminatoires de la zone Asie de la Coupe du monde 2026 sont organisées par la Confédération asiatique de football (AFC) et concernent 47 équipes nationales mais seulement 8 ou 9 seront qualifiées pour la coupe du monde.
Le processus de qualification comprend cinq tours; les deux premiers tours font doublon en servant également d'éliminatoires pour la Coupe d'Asie des nations 2027.

## Format

Europe - Afrique - Amérique du Nord, Amérique centrale et Caraïbes - Amérique du Sud - Asie - Océanie.

La structure de qualification choisie se présente comme suit :
- Premier tour :  Les vingt-deux équipes (classées 26 à 47 de la zone AFC au classement FIFA) se rencontrent en matchs aller et retour à élimination directe.
- Deuxième tour : Les onze vainqueurs du premier tour rejoignent les équipes restantes (classées de la 1er à la 25e place de la zone Asie selon le classement FIFA). Les 36 équipes sont réparties en neuf groupes de quatre. Au sein d'un groupe, toutes les équipes se rencontrent en matchs aller-retour. Les deux premiers de chaque groupe se qualifient pour le troisième tour, ainsi que pour la phase finale de la Coupe d'Asie.
- Troisième tour : Les 18 qualifiés du deuxième tour sont répartis dans trois groupes de six équipes. Les deux premiers de chaque groupe se qualifient directement pour la Coupe du monde, les deux derniers sont directement éliminés.
- Quatrième tour : Les troisièmes et quatrièmes de groupe du troisième tour sont répartis dans deux groupes de trois équipes. Au sein de chaque groupe, les équipes se rencontrent une fois, en un lieu neutre. Les deux vainqueurs de groupe se qualifient pour la Coupe du monde, les derniers (troisièmes de groupe) sont éliminés.
- Cinquième tour : Les deuxièmes de groupe du quatrième tour s'affrontent. Le vainqueur accède aux barrages intercontinentaux.

## Équipes
Les 46 nations affiliées à l'AFC également affiliées à la FIFA sont éligibles pour la qualification à la Coupe du Monde de la FIFA 2026. Les îles Mariannes du Nord — qui sont affiliées à l'AFC mais pas à la FIFA — peuvent, au plus loin, jouer le deuxième tour afin de se qualifier pour la Coupe d'Asie de l'AFC 2027. Le classement mondial de la FIFA au moment du tirage au sort est celui utilisé pour déterminer quelles nations disputent le premier tour. Pour désigner les têtes de série des tirages au sort des deuxième et troisième tours, le classement FIFA le plus récent est utilisé.
| Entrée en lice au deuxième tour (Classé du 1er au 26e de la zone) | Entrée en lice au premier tour (Classé du 27e au 46e de la zone) |
| --- | --- |
| 1. Japon (20) 2. Iran (22) 3. Australie (27) 4. Corée du Sud (28) 5. Arabie saoudite (53) 6. Qatar (58) 7. Irak (70) 8. Émirats arabes unis (72) 9. Oman (73) 10. Ouzbékistan (74) 11. Chine (79) 12. Jordanie (82) 13. Bahreïn (86) 14. Syrie (94) 15. Vietnam (95) 16. Palestine (96) 17. Kirghizistan (97) 18. Inde (100) 19. Liban (102) 20. Tadjikistan (109) 21. Thaïlande (113) 22. Corée du Nord (115) 23. Philippines (135) 24. Malaisie (137) 25. Koweït (141) 26. Turkménistan (138) | 1. Hong Kong (149) 2. Indonésie (150) 3. Taipei chinois (153) 4. Maldives (154) 5. Yémen (156) 6. Afghanistan (157) 7. Singapour (158) 8. Birmanie (160) 9. Népal (175) 10. Cambodge (176) 11. Macao (182) 12. Mongolie (183) 13. Bhoutan (184) 14. Laos (188) 15. Brunei (191) 16. Bangladesh (192) 17. Timor oriental (195) 18. Pakistan (201) 19. Guam (206) 20. Sri Lanka (207) |

## Calendrier
Le calendrier de la compétition devrait être le suivant, selon le calendrier des matches internationaux de la FIFA,.
| Tour           | Journée      | Date                |
| -------------- | ------------ | ------------------- |
| Premier tour   | Match aller  | 12 octobre 2023     |
| Premier tour   | Match retour | 17 octobre 2023     |
| Deuxième tour  | Journée 1    | 16 novembre 2023    |
| Deuxième tour  | Journée 2    | 21 novembre 2023    |
| Deuxième tour  | Journée 3    | 21 mars 2024        |
| Deuxième tour  | Journée 4    | 26 mars 2024        |
| Deuxième tour  | Journée 5    | 6 juin 2024         |
| Deuxième tour  | Journée 6    | 11 juin 2024        |
| Troisième tour | Journée 1    | 5 septembre 2024    |
| Troisième tour | Journée 2    | 10 septembre 2024   |
| Troisième tour | Journée 3    | 10 octobre 2024     |
| Troisième tour | Journée 4    | 15 octobre 2024     |
| Troisième tour | Journée 5    | 14-15 novembre 2024 |
| Troisième tour | Journée 6    | 19 novembre 2024    |
| Troisième tour | Journée 7    | 20 mars 2025        |
| Troisième tour | Journée 8    | 25 mars 2025        |
| Troisième tour | Journée 9    | 5 juin 2025         |
| Troisième tour | Journée 10   | 10 juin 2025        |
| Quatrième tour | Journée 1    | Septembre 2025      |
| Quatrième tour | Journée 2    | Septembre 2025      |
| Quatrième tour | Journée 3    | Septembre 2025      |
| Cinquième tour | Match unique | Octobre 2025        |

## Premier tour
Il ne concerne que les vingt-deux équipes asiatiques les moins bien classées par la FIFA qui s'affrontent alors en matchs aller-retour à élimination directe. Ce tour a lieu en octobre 2023.
La présence des îles Mariannes du Nord s'explique par le fait que le territoire est désormais membre permanent de l'AFC, mais pas de la FIFA. Les éliminatoires de la Coupe du monde servent également de qualification à la Coupe d'Asie 2027. Les îles Mariannes du Nord participent donc afin de se qualifier à la Coupe d'Asie 2027 mais ne peuvent pas se qualifier pour la Coupe du monde 2026.
| Équipe         | Aller | Total  | Retour | Équipe         |
| -------------- | ----- | ------ | ------ | -------------- |
| Afghanistan    | 1 - 0 | 2 - 0  | 1 - 0  | Mongolie       |
| Maldives       | 1 - 1 | 2 - 3  | 1 - 2  | Bangladesh     |
| Singapour      | 2 - 1 | 3 - 1  | 1 - 0  | Guam           |
| Yémen          | 3 - 0 | 4 - 1  | 1 - 1  | Sri Lanka      |
| Birmanie       | 5 - 1 | 5 - 1  | 0 - 0  | Macao          |
| Cambodge       | 0 - 0 | 0 - 1  | 0 - 1  | Pakistan       |
| Taipei chinois | 4 - 0 | 7 - 0  | 3 - 0  | Timor oriental |
| Indonésie      | 6 - 0 | 12 - 0 | 6 - 0  | Brunei         |
| Hong Kong      | 4 - 0 | 4 - 2  | 0 - 2  | Bhoutan        |
| Népal          | 1 - 1 | 2 - 1  | 1 - 0  | Laos           |

## Deuxième tour
Chapeaux utilisés pour le tirage :
| Chapeau 1 (têtes de série) | Chapeau 2 | Chapeau 3 | Chapeau 4 |
| --- | --- | --- | --- |
| 1. Japon (20) 2. Iran (22) 3. Australie (27) 4. Corée du Sud (28) 5. Arabie saoudite (54) 6. Qatar (59) 7. Irak (70) 8. Émirats arabes unis (72) 9. Oman (73) | 1. Ouzbékistan (74) 2. Chine (80) 3. Jordanie (82) 4. Bahreïn (86) 5. Syrie (94) 6. Vietnam (96) 7. Palestine (96) 8. Kirghizistan (97) 9. Inde (99) | 1. Liban (100) 2. Tadjikistan (110) 3. Thaïlande (113) 4. Corée du Nord (115) 5. Philippines (135) 6. Malaisie (136) 7. Koweït (137) 8. Turkménistan (138) | 1. Afghanistan 2. Bangladesh 3. Singapour 4. Yémen 5. Birmanie 6. Pakistan 7. Taipei chinois 8. Indonésie 9. Hong Kong 10. Népal |

### Groupe A
| Rang | Équipe      | Pts | J | G | N | P | Bp | Bc | Diff |  | Résultats (▼ dom., ► ext.) |     |     |     |     |
| ---- | ----------- | --- | - | - | - | - | -- | -- | ---- |  | -------------------------- | --- | --- | --- | --- |
| 1    | Qatar       | 16  | 6 | 5 | 1 | 0 | 18 | 3  | +15  |  | Qatar                      |     | 3-0 | 2-1 | 8-1 |
| 2    | Koweït      | 7   | 6 | 2 | 1 | 3 | 6  | 6  | 0    |  | Koweït                     | 1-2 |     | 0-1 | 1-0 |
| 3    | Inde        | 5   | 6 | 1 | 2 | 3 | 3  | 7  | -4   |  | Inde                       | 0-3 | 0-0 |     | 1-2 |
| 4    | Afghanistan | 5   | 6 | 1 | 2 | 3 | 3  | 14 | -11  |  | Afghanistan                | 0-0 | 0-4 | 0-0 |     |

### Groupe B
| Rang | Équipe        | Pts | J | G | N | P | Bp | Bc | Diff |  | Résultats (▼ dom., ► ext.) |       |     |     |     |
| ---- | ------------- | --- | - | - | - | - | -- | -- | ---- |  | -------------------------- | ----- | --- | --- | --- |
| 1    | Japon         | 18  | 6 | 6 | 0 | 0 | 24 | 0  | +24  |  | Japon                      |       | 1-0 | 5-0 | 5-0 |
| 2    | Corée du Nord | 9   | 6 | 3 | 0 | 3 | 11 | 7  | +4   |  | Corée du Nord              | 0-3 * |     | 1-0 | 4-1 |
| 3    | Syrie         | 7   | 6 | 2 | 1 | 3 | 9  | 12 | -3   |  | Syrie                      | 0-5   | 1-0 |     | 7-0 |
| 4    | Birmanie      | 1   | 6 | 0 | 1 | 5 | 3  | 28 | -25  |  | Birmanie                   | 0-5   | 1-6 | 1-1 |     |

(*) : Le match Corée du Nord-Japon prévu le 26 mars 2024 à Pyongyang a été annulé par la Corée du Nord. La FIFA donne la victoire au Japon sur tapis vert sur le score forfaitaire de 3 à 0.

### Groupe C
| Rang | Équipe       | Pts | J | G | N | P | Bp | Bc | Diff |  | Résultats (▼ dom., ► ext.) |     |     |     |     |
| ---- | ------------ | --- | - | - | - | - | -- | -- | ---- |  | -------------------------- | --- | --- | --- | --- |
| 1    | Corée du Sud | 16  | 6 | 5 | 1 | 0 | 20 | 1  | +19  |  | Corée du Sud               |     | 1-0 | 1-1 | 5-0 |
| 2    | Chine        | 8   | 6 | 2 | 2 | 2 | 9  | 9  | 0    |  | Chine                      | 0-3 |     | 1-1 | 4-1 |
| 3    | Thaïlande    | 8   | 6 | 2 | 2 | 2 | 9  | 9  | 0    |  | Thaïlande                  | 0-3 | 1-2 |     | 3-1 |
| 4    | Singapour    | 1   | 6 | 0 | 1 | 5 | 5  | 24 | -19  |  | Singapour                  | 0-7 | 2-2 | 1-3 |     |

### Groupe D
| Rang | Équipe         | Pts | J | G | N | P | Bp | Bc | Diff |  | Résultats (▼ dom., ► ext.) |     |     |     |     |
| ---- | -------------- | --- | - | - | - | - | -- | -- | ---- |  | -------------------------- | --- | --- | --- | --- |
| 1    | Oman           | 13  | 6 | 4 | 1 | 1 | 11 | 2  | +9   |  | Oman                       |     | 1-1 | 2-0 | 3-0 |
| 2    | Kirghizistan   | 11  | 6 | 3 | 2 | 1 | 13 | 7  | +6   |  | Kirghizistan               | 1-0 |     | 1-1 | 5-1 |
| 3    | Malaisie       | 10  | 6 | 3 | 1 | 2 | 9  | 9  | 0    |  | Malaisie                   | 0-2 | 4-3 |     | 3-1 |
| 4    | Taipei chinois | 0   | 6 | 0 | 0 | 6 | 2  | 17 | -15  |  | Taipei chinois             | 0-3 | 0-2 | 0-1 |     |

### Groupe E
| Rang | Équipe       | Pts | J | G | N | P | Bp | Bc | Diff |  | Résultats (▼ dom., ► ext.) |     |     |     |     |
| ---- | ------------ | --- | - | - | - | - | -- | -- | ---- |  | -------------------------- | --- | --- | --- | --- |
| 1    | Iran         | 14  | 6 | 4 | 2 | 0 | 16 | 4  | +12  |  | Iran                       |     | 0-0 | 5-0 | 4-0 |
| 2    | Ouzbékistan  | 14  | 6 | 4 | 2 | 0 | 13 | 4  | +9   |  | Ouzbékistan                | 2-2 |     | 3-1 | 3-0 |
| 3    | Turkménistan | 2   | 6 | 0 | 2 | 4 | 4  | 14 | -10  |  | Turkménistan               | 0-1 | 1-3 |     | 0-0 |
| 4    | Hong Kong    | 2   | 6 | 0 | 2 | 4 | 4  | 15 | -11  |  | Hong Kong                  | 2-4 | 0-2 | 2-2 |     |

### Groupe F
| Rang | Équipe      | Pts | J | G | N | P | Bp | Bc | Diff |  | Résultats (▼ dom., ► ext.) |     |     |     |     |
| ---- | ----------- | --- | - | - | - | - | -- | -- | ---- |  | -------------------------- | --- | --- | --- | --- |
| 1    | Irak        | 18  | 6 | 6 | 0 | 0 | 17 | 2  | +15  |  | Irak                       |     | 5-1 | 3-1 | 1-0 |
| 2    | Indonésie   | 10  | 6 | 3 | 1 | 2 | 8  | 8  | 0    |  | Indonésie                  | 0-2 |     | 1-0 | 2-0 |
| 3    | Vietnam     | 6   | 6 | 2 | 0 | 4 | 6  | 10 | -4   |  | Vietnam                    | 0-1 | 0-3 |     | 3-2 |
| 4    | Philippines | 1   | 6 | 0 | 1 | 5 | 3  | 14 | -11  |  | Philippines                | 0-5 | 1-1 | 0-2 |     |

### Groupe G
| Rang | Équipe          | Pts | J | G | N | P | Bp | Bc | Diff |  | Résultats (▼ dom., ► ext.) |     |     |     |     |
| ---- | --------------- | --- | - | - | - | - | -- | -- | ---- |  | -------------------------- | --- | --- | --- | --- |
| 1    | Jordanie        | 13  | 6 | 4 | 1 | 1 | 16 | 4  | +12  |  | Jordanie                   |     | 0-2 | 3-0 | 7-0 |
| 2    | Arabie saoudite | 13  | 6 | 4 | 1 | 1 | 12 | 3  | +9   |  | Arabie saoudite            | 1-2 |     | 1-0 | 4-0 |
| 3    | Tadjikistan     | 8   | 6 | 2 | 2 | 2 | 11 | 7  | +4   |  | Tadjikistan                | 1-1 | 1-1 |     | 3-0 |
| 4    | Pakistan        | 0   | 6 | 0 | 0 | 6 | 1  | 26 | -25  |  | Pakistan                   | 0-3 | 0-3 | 1-6 |     |

### Groupe H
| Rang | Équipe              | Pts | J | G | N | P | Bp | Bc | Diff |  | Résultats (▼ dom., ► ext.) |     |     |     | Drapeau du Népal |
| ---- | ------------------- | --- | - | - | - | - | -- | -- | ---- |  | -------------------------- | --- | --- | --- | ---------------- |
| 1    | Émirats arabes unis | 16  | 6 | 5 | 1 | 0 | 16 | 2  | +14  |  | Émirats arabes unis        |     | 1-1 | 2-1 | 4-0              |
| 2    | Bahreïn             | 11  | 6 | 3 | 2 | 1 | 11 | 3  | +8   |  | Bahreïn                    | 0-2 |     | 0-0 | 3-0              |
| 3    | Yémen               | 5   | 6 | 1 | 2 | 3 | 6  | 10 | -4   |  | Yémen                      | 0-3 | 0-2 |     | 2-2              |
| 4    | Népal               | 1   | 6 | 0 | 1 | 5 | 2  | 20 | -18  |  | Népal                      | 0-4 | 0-5 | 0-2 |                  |

### Groupe I
| Rang | Équipe     | Pts | J | G | N | P | Bp | Bc | Diff |  | Résultats (▼ dom., ► ext.) |     |     |     |     |
| ---- | ---------- | --- | - | - | - | - | -- | -- | ---- |  | -------------------------- | --- | --- | --- | --- |
| 1    | Australie  | 18  | 6 | 6 | 0 | 0 | 22 | 0  | +22  |  | Australie                  |     | 5-0 | 2-0 | 7-0 |
| 2    | Palestine  | 8   | 6 | 2 | 2 | 2 | 6  | 6  | 0    |  | Palestine                  | 0-1 |     | 0-0 | 5-0 |
| 3    | Liban      | 6   | 6 | 1 | 3 | 2 | 5  | 8  | -3   |  | Liban                      | 0-5 | 0-0 |     | 4-0 |
| 4    | Bangladesh | 1   | 6 | 0 | 1 | 5 | 1  | 20 | -19  |  | Bangladesh                 | 0-2 | 0-1 | 1-1 |     |

## Troisième tour
Légende des classements
- Qualification Coupe du monde 2026
- Qualification Quatrième tour éliminatoire

### Groupe A
| Rang | Équipe              | Pts | J  | G | N | P | Bp | Bc | Diff |  | Résultats (▼ dom., ► ext.) |     |     |     |     |     |     |
| ---- | ------------------- | --- | -- | - | - | - | -- | -- | ---- |  | -------------------------- | --- | --- | --- | --- | --- | --- |
| 1    | Iran                | 23  | 10 | 7 | 2 | 1 | 19 | 8  | +11  |  | Iran                       |     | 2-2 | 2-0 | 4-1 | 1-0 | 3-0 |
| 2    | Ouzbékistan         | 21  | 10 | 6 | 3 | 1 | 14 | 7  | +7   |  | Ouzbékistan                | 0-0 |     | 1-0 | 3-0 | 1-0 | 1-0 |
| 3    | Émirats arabes unis | 15  | 10 | 4 | 3 | 3 | 15 | 8  | +7   |  | Émirats arabes unis        | 0-1 | 0-0 |     | 5-0 | 3-0 | 1-1 |
| 4    | Qatar               | 13  | 10 | 4 | 1 | 5 | 17 | 24 | -7   |  | Qatar                      | 1-0 | 3-2 | 1-3 |     | 3-1 | 5-1 |
| 5    | Kirghizistan        | 8   | 10 | 2 | 2 | 6 | 12 | 18 | -6   |  | Kirghizistan               | 2-3 | 2-3 | 1-1 | 3-1 |     | 1-0 |
| 6    | Corée du Nord       | 3   | 10 | 0 | 3 | 7 | 9  | 21 | -12  |  | Corée du Nord              | 2-3 | 0-1 | 1-2 | 2-2 | 2-2 |     |

### Groupe B
| Rang | Équipe       | Pts | J  | G | N | P | Bp | Bc | Diff |  | Résultats (▼ dom., ► ext.) |     |     |     |     |     |     |
| ---- | ------------ | --- | -- | - | - | - | -- | -- | ---- |  | -------------------------- | --- | --- | --- | --- | --- | --- |
| 1    | Corée du Sud | 22  | 10 | 6 | 4 | 0 | 20 | 7  | +13  |  | Corée du Sud               |     | 1-1 | 3-2 | 1-1 | 0-0 | 4-0 |
| 2    | Jordanie     | 16  | 10 | 4 | 4 | 2 | 16 | 8  | +8   |  | Jordanie                   | 0-2 |     | 0-1 | 4-0 | 3-1 | 1-1 |
| 3    | Irak         | 15  | 10 | 4 | 3 | 3 | 9  | 9  | 0    |  | Irak                       | 0-2 | 0-0 |     | 1-0 | 1-0 | 2-2 |
| 4    | Oman         | 11  | 10 | 3 | 2 | 5 | 9  | 14 | -5   |  | Oman                       | 1-3 | 0-3 | 0-1 |     | 1-0 | 4-0 |
| 5    | Palestine    | 10  | 10 | 2 | 4 | 4 | 10 | 13 | -3   |  | Palestine                  | 1-1 | 1-3 | 2-1 | 1-1 |     | 2-2 |
| 6    | Koweït       | 5   | 10 | 0 | 5 | 5 | 7  | 20 | -13  |  | Koweït                     | 1-3 | 1-1 | 0-0 | 0-1 | 0-2 |     |

### Groupe C
| Rang | Équipe          | Pts | J  | G | N | P | Bp | Bc | Diff |  | Résultats (▼ dom., ► ext.) |     |     |     |     |     |     |
| ---- | --------------- | --- | -- | - | - | - | -- | -- | ---- |  | -------------------------- | --- | --- | --- | --- | --- | --- |
| 1    | Japon           | 23  | 10 | 7 | 2 | 1 | 30 | 3  | +27  |  | Japon                      |     | 1-1 | 0-0 | 6-0 | 7-0 | 2-0 |
| 2    | Australie       | 19  | 10 | 5 | 4 | 1 | 16 | 7  | +9   |  | Australie                  | 1-0 |     | 0-0 | 5-1 | 3-1 | 0-1 |
| 3    | Arabie saoudite | 13  | 10 | 3 | 4 | 3 | 7  | 8  | -1   |  | Arabie saoudite            | 0-2 | 1-2 |     | 1-1 | 1-0 | 0-0 |
| 4    | Indonésie       | 12  | 10 | 3 | 3 | 4 | 9  | 20 | -11  |  | Indonésie                  | 0-4 | 0-0 | 2-0 |     | 1-0 | 1-0 |
| 5    | Chine           | 9   | 10 | 3 | 0 | 7 | 7  | 20 | -13  |  | Chine                      | 1-3 | 0-2 | 1-2 | 2-1 |     | 1-0 |
| 6    | Bahreïn         | 6   | 10 | 1 | 3 | 6 | 5  | 16 | -11  |  | Bahreïn                    | 0-5 | 2-2 | 0-2 | 2-2 | 0-1 |     |

## Quatrième tour

### Groupe A
| Rang | Équipe              | Pts | J | G | N | P | Bp | Bc | Diff |  | Résultats (▼ dom., ► ext.) |   |   |   |
| ---- | ------------------- | --- | - | - | - | - | -- | -- | ---- |  | -------------------------- | - | - | - |
| 1    | Qatar               | 0   | 0 | 0 | 0 | 0 | 0  | 0  | 0    |  | Qatar                      |   | - |   |
| 2    | Émirats arabes unis | 0   | 0 | 0 | 0 | 0 | 0  | 0  | 0    |  | Émirats arabes unis        |   |   | - |
| 3    | Oman                | 0   | 0 | 0 | 0 | 0 | 0  | 0  | 0    |  | Oman                       | - |   |   |

### Groupe B
| Rang | Équipe          | Pts | J | G | N | P | Bp | Bc | Diff |  | Résultats (▼ dom., ► ext.) |   |   |   |
| ---- | --------------- | --- | - | - | - | - | -- | -- | ---- |  | -------------------------- | - | - | - |
| 1    | Arabie saoudite | 0   | 0 | 0 | 0 | 0 | 0  | 0  | 0    |  | Arabie saoudite            |   | - |   |
| 2    | Irak            | 0   | 0 | 0 | 0 | 0 | 0  | 0  | 0    |  | Irak                       |   |   | - |
| 3    | Indonésie       | 0   | 0 | 0 | 0 | 0 | 0  | 0  | 0    |  | Indonésie                  | - |   |   |

## Cinquième tour
Les deux deuxièmes de groupe du quatrième tour s'affrontent sur un seul match pour déterminer l'équipe asiatique qui disputera les barrages intercontinentaux.
| Équipe | Score | Équipe |
| ------ | ----- | ------ |
|        | -     |        |

## Barrages intercontinentaux
| Équipe | Score | Équipe |
| ------ | ----- | ------ |
|        | -     |        |